# SとN (雑誌)
『SとN』（エスとエヌ）は、佐賀県と長崎県が共同で制作しているフリーマガジンである。

## 概要
2022年秋に予定されている西九州新幹線開業に向けて、佐賀県と長崎県の観光および日常の魅力を県境を越えてより一層磨き上げること目的として、共同で制作が開始された。